# D'Adda
D'Adda (o in alcune versioni d'Adda o D'adda, poi D'Adda Salvaterra) è una famiglia nobile milanese di antichissima origine.

## Storia

### Origini
Le origini della famiglia D'Adda sono state tradizionalmente avvolte da leggende genealogiche, come avveniva per molte casate lombarde desiderose di nobilitare le proprie radici in età umanistica. Secondo una di queste tradizioni, la stirpe sarebbe discesa da un certo Adda, figlio di Ida, re di Bernicia (560-568), i cui discendenti avrebbero fondato il Regno di Northumbria. Un ramo della discendenza si sarebbe trasferito in Italia, legandosi attraverso matrimonio con una figlia del principe longobardo Adelchi, dando origine ai cosiddetti De Abdua. Questa costruzione genealogica, ripresa in età rinascimentale e riportata in alcuni repertori, è stata tuttavia respinta dall'Almanacco di Gotha e dalla storiografia moderna, che la considera un mito privo di fondamento.  
Le prime attestazioni documentarie certe risalgono invece al XIV secolo, quando un Luigi de Abdua viene citato nel 1363 come appartenente alla nobiltà milanese. Da lui si dipartirono i rami successivi della famiglia, che progressivamente si consolidarono tra Milano e la Brianza, possedendo terre e castelli lungo la valle dell’Adda e controllando nodi strategici come Olginate.  

### XIV secolo
Durante il XIV secolo i D'Adda emersero progressivamente tra i valvassori del ducato visconteo. Antonio D'Adda, attestato nel 1367 come cameriere ducale, viene ricordato come il primo esponente in posizione di rilievo della casata. La sua presenza presso la corte viscontea testimoniava la vicinanza della famiglia all’élite politica milanese. Da Antonio discesero Rainaldo e il nipote Antonio II, che consolidarono il patrimonio familiare sia a Milano sia in Brianza.  
La tradizione storiografica, a partire dal Campana, attribuisce ai D'Adda anche la signoria sul castello di Olginate, punto nevralgico del controllo territoriale della valle dell’Adda e delle vie che collegavano Milano con il Lario e la Valsassina. Tale possesso, pur inserito in un contesto di frequenti conflitti locali, contribuì a radicare il casato nella Brianza orientale, dove i D'Adda mantennero interessi e proprietà per secoli.  

### XV secolo
Nel XV secolo i D'Adda consolidarono la loro posizione politica e sociale. Antonio II ebbe come figlio Pagano, che fiorì attorno al 1475 ed è ricordato per la sua generosità e per le virtù civili. La sua discendenza fu determinante: attraverso i figli Bartolino, Pietro, Costanzo e Palamede, la casata si suddivise in diversi rami che nei secoli seguenti avrebbero giocato un ruolo significativo nella storia lombarda.  
Tra questi, Palamede D'Adda si impose come figura di rilievo internazionale. Egli fu tesoriere della Camera Regia sotto Luigi XII di Francia, consigliere del duca Massimiliano Sforza e ministro presso il re Francesco I di Francia. Le vicende politiche del tempo lo collocarono al centro delle guerre d'Italia, e il suo operato gli guadagnò la stima dell’imperatore Carlo V d'Asburgo, che lo ricompensò con beni nel territorio pavese. Palamede non fu mai un mero sostenitore né dei francesi né degli austriaci, ma piuttosto un personaggio pragmatico che seppe difendere gli interessi del ducato di Milano in un’epoca di turbolenze. Suo figlio Ferrante intraprese la carriera giuridica presso il Collegio dei Giudici di Milano e fu inviato due volte come ambasciatore presso la corte inglese per sostenere la causa del duca Francesco II Sforza.  
Un altro figlio di Pagano, Francesco detto Franceschino, fu progenitore di un ramo distinto. Suo figlio Agostino, conte e cavaliere, era noto per le immense ricchezze accumulate e per l’appoggio ai principi italiani, tanto da essere considerato uno degli aristocratici più influenti della Lombardia del tempo. Egli istituì fedecommessi comuni a tutti i rami della famiglia, lasciando la priorità di godimento al fratello Costanzo, che nel 1549 sarebbe stato nominato conte di Sale.  
Il figlio di Pagano, Gaspare, ebbe a sua volta una discendenza che mantenne viva la tradizione di servizio pubblico. Giacomo, suo erede, fu stretto amico di Carlo Borromeo e a Varallo Sesia si distinse per opere di beneficenza, aprendo ospizi per i poveri e lasciando in eredità somme ingenti agli Orfani di San Martino di Milano.  

### XVI secolo
Il XVI secolo segnò l’affermazione politica e militare definitiva della famiglia D'Adda. Costanzo, figlio di Pagano, fu investito del titolo di conte di Sale nel 1549 e divenne generale imperiale, nonché provveditore della città di Milano dal 1568 al 1576. La sua carriera lo pose tra le figure di spicco della nobiltà milanese, legata strettamente agli Asburgo.  
Dalla sua discendenza si distinsero i figli Ferrante e Francesco. Ferrante morì valorosamente nel 1565 durante l’assedio di Malta, combattendo contro l’armata ottomana che minacciava l’isola, evento che lo rese esempio di fedeltà all’impero. Francesco invece intraprese una lunga carriera militare al servizio della Spagna: fu comandante in Piemonte e in Monferrato, guidò truppe in Italia meridionale e nelle Fiandre, fino a essere nominato generale della piazza d’armi di Milano. Dal suo ramo discese Costanzo II, che fu provveditore e nunzio della città. Da quest’ultimo nacque Ferdinando D'Adda (1650-1719), giurista di formazione, poi arcivescovo di Amasia, nunzio apostolico in Inghilterra e infine cardinale della Curia romana.  
Parallelamente, la linea di Gaspare II, figlio di Ludovico, elevò ulteriormente la famiglia. Gaspare II fu più volte decurione e giudice delle strade a Milano, divenendo figura di rilievo nelle istituzioni cittadine. Attraverso i suoi discendenti la famiglia consolidò legami patrimoniali anche in Brianza e nei territori di Pandino e Cassano.  
Il secolo vide inoltre un crescente radicamento dei D'Adda nella vita religiosa e culturale di Milano. Alcuni esponenti della famiglia intrapresero la carriera ecclesiastica, mentre altri furono mecenati di istituzioni scolastiche e confraternite. In questo periodo la casata accrebbe anche i rapporti con altre famiglie patrizie milanesi, come i Borromeo, i Beccaria e i Litta, con i quali vennero contratti matrimoni strategici che rinsaldarono la loro influenza nell’area di Milano e della Brianza.  

### XVII secolo
Il XVII secolo si aprì con una famiglia ormai solidamente inserita tra le grandi casate del patriziato milanese. I D'Adda avevano ormai consolidato possedimenti in Brianza, nelle terre di Pandino, Cassano d'Adda, Oggiono e Garlate, che costituivano una rete di feudi e proprietà agricole di notevole importanza economica. La progressiva integrazione nel tessuto aristocratico del dominio spagnolo a Milano rafforzò i loro legami con la corte e con l’amministrazione cittadina.  
Francesco D'Adda, morto intorno al 1600, fu comandante di cavalleria e di fanteria nelle armate spagnole, distinguendosi in Piemonte e nelle Fiandre. A lui si affiancarono altri membri della famiglia che ricoprirono incarichi militari e diplomatici, confermando la tradizione di servizio nei confronti della monarchia asburgica.  
L’apice dell’ascesa politica si ebbe nel 1682, quando l’imperatore Leopoldo I d'Asburgo concesse a Giuseppe D'Adda un diploma che lo elevava a duca di Cassano e di Stockerau, marchese di Pandino e conte del Sacro Romano Impero. Il documento, redatto a Vienna, riconosceva ai discendenti e, in caso di estinzione, a persona da lui designata, il diritto di succedere nei titoli e nei privilegi. Allo stesso tempo veniva concesso il privilegio di battere moneta nei feudi valsesiani, benché non siano noti esemplari effettivamente coniati.  
Giuseppe, insignito anche del Toson d’Oro, consolidò il prestigio della casata. Da lui discesero Felice, canonico e decano del capitolo metropolitano di Milano, Paolo Camillo II, capitano di fanteria germanica e colonnello, ed Ercole II, che mantenne l’eredità familiare. In questo secolo i D'Adda rafforzarono anche i rapporti con il ducato di Savoia, ottenendo incarichi di consiglio e di rappresentanza, e garantirono alla famiglia un posto stabile nella nobiltà imperiale.  

### XVIII secolo
Nel XVIII secolo i D'Adda furono protagonisti della vita pubblica e civile del Ducato di Milano. Costanzo Maria D'Adda, morto nel 1727, conte di Sale e marchese di San Giovanni in Piumesana, fu decurione e tribuno della milizia cittadina, partecipando alle riforme amministrative volute dagli Asburgo. La sua discendenza continuò a garantire alla casata un ruolo nelle magistrature civiche e nel collegio dei decurioni.  
Il figlio Francesco (1726-1779) rivestì incarichi di prestigio come vicario di provvisione e ciambellano delle loro maestà imperiali, l’imperatore Francesco I di Lorena e l’imperatrice Maria Teresa d'Austria. Fu noto anche per il suo mecenatismo culturale e per i rapporti intrattenuti con gli ambienti intellettuali milanesi. Tuttavia, alla sua morte senza discendenza maschile, il ramo si estinse.  
Il patrimonio familiare fu allora ereditato dal fratello Ferdinando, abate, che rifiutò la porpora cardinalizia offertagli da Benedetto XIV. Alla sua morte, nel 1808, dispose che tutti i beni confluissero nella Causa Pia D'Adda, istituzione destinata a sostenere scuole, asili, collegi e doti matrimoniali per fanciulle povere, non solo a Milano ma anche a Monza e nei centri della Brianza, dove la presenza della famiglia era storicamente radicata.  

### XIX secolo
Il XIX secolo segnò l’ingresso dei D'Adda nelle vicende del Risorgimento e dell’Italia unita. La casata, già divisa in più rami, vide alcuni membri schierarsi con l’impero austriaco e altri invece sostenere la causa sabauda e il nuovo Regno d’Italia.  
Febo III D'Adda († 1836) fu uno dei principali esponenti del secolo. Ciambellano imperiale e vicepresidente del Regno Lombardo-Veneto, ricevette onorificenze come la Corona Ferrea e l’Ordine di Leopoldo. La sua figura ebbe eco anche nella letteratura: Giuseppe Parini gli dedicò l’ode Alla Musa, dove il poeta lo esortava a tornare alla scrittura poetica.  
Carlo D'Adda (1816-1900) prese parte attiva alle Cinque giornate di Milano del 1848 e si rifugiò a Torino, aderendo al movimento liberale e nazionale. Dopo l’Unità d’Italia fu nominato senatore, partecipando alla prima legislatura nazionale.  
Accanto a lui, altri fratelli seguirono strade diverse. Emanuele promosse il restauro del Castello Sforzesco di Milano, divenendo figura di spicco tra i sostenitori del recupero dei monumenti storici lombardi. Giovanni intraprese la carriera ecclesiastica, mentre Ferdinando, rimasto fedele agli Asburgo, ricoprì incarichi presso la corte viceréale nella Villa Reale di Monza, dove fu consigliere fino all’abbandono della residenza da parte degli Asburgo. Questa scelta lo rese inviso a parte della famiglia e non ottenne mai il riconoscimento dei titoli da parte della monarchia sabauda, ma consolidò il legame dei D'Adda con la città di Monza, che rimase un punto di riferimento per i loro possedimenti e per la gestione delle terre nel territorio del Cremasco e del Lodigiano.  
La frammentazione interna della casata rifletteva le tensioni dell’epoca, con membri coinvolti sia nell’amministrazione imperiale sia nelle istituzioni del nuovo Regno d’Italia. Nonostante ciò, la continuità del patrimonio e dei titoli fu garantita, e il nome dei D'Adda rimase associato tanto alle fedeltà asburgiche quanto alle aperture verso l’Italia unita.  

### Epoca recente
Nel XX secolo i D'Adda continuarono a essere presenti nella vita sociale e culturale della Lombardia. La Causa Pia D'Adda, istituita nel 1808, rimase attiva fino al secondo dopoguerra, gestendo fondi e lasciti per asili, scuole, collegi e istituzioni assistenziali a Milano, Monza e in Brianza. L’opera della fondazione, che nei suoi primi decenni aveva distribuito oltre 250.000 scudi in beneficenza, costituì un modello precoce di filantropia organizzata in ambito lombardo.  
Nel secondo dopoguerra la famiglia, pur ridimensionata nei patrimoni rispetto al passato, mantenne un ruolo di rappresentanza nelle istituzioni culturali e nelle associazioni aristocratiche milanesi. I rami superstiti si concentrarono soprattutto a Milano, dove conservarono palazzi e archivi, e in Brianza, dove rimanevano vaste proprietà terriere.  
Nel 2006 l'arciduca Ottone d'Asburgo-Lorena confermò formalmente la validità del diploma cesareo del 1682 concesso da Leopoldo I, riconoscendo la continuità dei titoli e dei privilegi storicamente attribuiti alla famiglia D'Adda. Con tale atto, la casata ribadì la propria presenza storica tra le famiglie di antica nobiltà lombarda, legando ancora una volta il proprio nome alla città di Milano e ai territori di Monza e Brianza, che per secoli ne avevano visto le vicende politiche, patrimoniali e filantropiche.

## Albero genealogico della famiglia D'Adda
Sono riportati i membri titolati della famiglia.
|                                  |                                  |                                                                 | | |                                                                               |                                                                          |                                                                               |                                                                               |                                                                          |                                                                          | | |                                                                                                |                                                                                                |                                                                             |                                          | | |                                                              |                                  |
|                                  |                                  |                                                                 | | |                                                                               |                                                                          |                                                                               |                                                                               | Antonio                                                                  |                                                                          | | |                                                                                                |                                                                                                |                                                                             |                                          | | |                                                              |                                  |
|                                  |                                  |                                                                 | | |                                                                               |                                                                          |                                                                               |                                                                               |                                                                          |                                                                          | | |                                                                                                |                                                                                                |                                                                             |                                          | | |                                                              |                                  |
|                                  |                                  |                                                                 | | |                                                                               |                                                                          |                                                                               |                                                                               |                                                                          |                                                                          | | |                                                                                                |                                                                                                |                                                                             |                                          | | |                                                              |                                  |
|                                  |                                  |                                                                 | | |                                                                               |                                                                          |                                                                               |                                                                               | Rinaldo Costanza Litta                                                   |                                                                          | | |                                                                                                |                                                                                                |                                                                             |                                          | | |                                                              |                                  |
|                                  |                                  |                                                                 | | |                                                                               |                                                                          |                                                                               |                                                                               |                                                                          |                                                                          | | |                                                                                                |                                                                                                |                                                                             |                                          | | |                                                              |                                  |
|                                  |                                  |                                                                 | | |                                                                               |                                                                          |                                                                               |                                                                               |                                                                          |                                                                          | | |                                                                                                |                                                                                                |                                                                             |                                          | | |                                                              |                                  |
|                                  |                                  |                                                                 | | |                                                                               |                                                                          |                                                                               |                                                                               | Antonio Maria Trivulzio                                                  |                                                                          | | |                                                                                                |                                                                                                |                                                                             |                                          | | |                                                              |                                  |
|                                  |                                  |                                                                 | | |                                                                               |                                                                          |                                                                               |                                                                               |                                                                          |                                                                          | | |                                                                                                |                                                                                                |                                                                             |                                          | | |                                                              |                                  |
|                                  |                                  |                                                                 | | |                                                                               |                                                                          |                                                                               |                                                                               |                                                                          |                                                                          | | |                                                                                                |                                                                                                |                                                                             |                                          | | |                                                              |                                  |
|                                  |                                  |                                                                 | | |                                                                               |                                                                          |                                                                               |                                                                               | Pagano Caterina della Torre                                              |                                                                          | | |                                                                                                |                                                                                                |                                                                             |                                          | | |                                                              |                                  |
|                                  |                                  |                                                                 | | |                                                                               |                                                                          |                                                                               |                                                                               |                                                                          |                                                                          | | |                                                                                                |                                                                                                |                                                                             |                                          | | |                                                              |                                  |
|                                  |                                  |                                                                 | | |                                                                               |                                                                          |                                                                               |                                                                               |                                                                          |                                                                          | | |                                                                                                |                                                                                                |                                                                             |                                          | | |                                                              |                                  |
|                                  |                                  |                                                                 | Gaspare Margherita Rabbia                                                                               | Gaspare Margherita Rabbia                                                                               | Costanzo                                                                      | Costanzo                                                                 | Pietro                                                                        | Pietro                                                                        |                                                                          | Rinaldo Margherita Carupo                                                | Rinaldo Margherita Carupo                                                                              | |                                                                                                |                                                                                                |                                                                             | Francesco                                | Francesco | |                                                              |                                  |
|                                  |                                  |                                                                 | | |                                                                               |                                                                          |                                                                               |                                                                               |                                                                          |                                                                          | | |                                                                                                |                                                                                                |                                                                             |                                          | | |                                                              |                                  |
|                                  |                                  |                                                                 | | |                                                                               |                                                                          |                                                                               |                                                                               |                                                                          |                                                                          | | |                                                                                                |                                                                                                |                                                                             |                                          | | |                                                              |                                  |
| Ottaviano †1560 Elisabetta Croce | Ottaviano †1560 Elisabetta Croce | Bianca Girolamo Aliprandi                                       | Bianca Girolamo Aliprandi                                                                               | Giacomo †1563 Francesca Scarognini                                                                      | Giacomo †1563 Francesca Scarognini                                            | Ludovico Eleonora Dominioni                                              | Ludovico Eleonora Dominioni                                                   |                                                                               | MARCHESI DI PESSANO Pagano I marchese di Pessano †1553 Ippolita Fiorenza | MARCHESI DI PESSANO Pagano I marchese di Pessano †1553 Ippolita Fiorenza | | Erasmo †1573 Isabella Bottoli                                                                          | Erasmo †1573 Isabella Bottoli                                                                  | Gian Augusto †1550 Zenobia Mauruzzi                                                            | Gian Augusto †1550 Zenobia Mauruzzi                                         | Gian Antonio                             | Gian Antonio | CONTI DI SALE Costanzo I conte di Sale †1575 Bianca Beccaria                                                                      | CONTI DI SALE Costanzo I conte di Sale †1575 Bianca Beccaria |                                  |
|                                  |                                  |                                                                 | | |                                                                               |                                                                          |                                                                               |                                                                               |                                                                          |                                                                          | | |                                                                                                |                                                                                                |                                                                             |                                          | | |                                                              |                                  |
|                                  |                                  |                                                                 | | |                                                                               |                                                                          |                                                                               |                                                                               |                                                                          |                                                                          | | |                                                                                                |                                                                                                |                                                                             |                                          | | |                                                              |                                  |
|                                  |                                  |                                                                 | | · Linea estinta nel XVII secolo                                                                         | · Linea estinta nel XVII secolo                                               | Gaspare 1. Laura Del Maino 2. Flaminia Visconti di Rossano               | Gaspare 1. Laura Del Maino 2. Flaminia Visconti di Rossano                    | Rinaldo II marchese di Pessano *1534 †1599 ?                                  | Rinaldo II marchese di Pessano *1534 †1599 ?                             | Ambrogio III marchese di Pessano †1600 Francesca Dolcetti                | Ambrogio III marchese di Pessano †1600 Francesca Dolcetti                                              | Giovanni Paolo †1586 Giulia Aliprandi                                                                  | Giovanni Paolo †1586 Giulia Aliprandi                                                          |                                                                                                |                                                                             |                                          | | Francesco II conte di Sale †1644 Beatrice D'Adda                                                                                  | Francesco II conte di Sale †1644 Beatrice D'Adda             |                                  |
|                                  |                                  |                                                                 | | |                                                                               |                                                                          |                                                                               |                                                                               |                                                                          |                                                                          | | |                                                                                                |                                                                                                |                                                                             |                                          | | |                                                              |                                  |
|                                  |                                  |                                                                 | | |                                                                               |                                                                          |                                                                               |                                                                               |                                                                          |                                                                          | | |                                                                                                |                                                                                                |                                                                             |                                          | | |                                                              |                                  |
|                                  |                                  |                                                                 | | |                                                                               | Ercole 1. Beatrice Boldoni 2. Vittoria Aliprandi                         | Ercole 1. Beatrice Boldoni 2. Vittoria Aliprandi                              |                                                                               |                                                                          |                                                                          | Francesco *1536 †1598 Beatrice Ghisolfi                                                                | Francesco *1536 †1598 Beatrice Ghisolfi                                                                | Benedetto †1603 Margherita Colleoni                                                            | Benedetto †1603 Margherita Colleoni                                                            |                                                                             |                                          | | Costanzo III conte di Sale *1617 †1652 Anna Cusani                                                                                | Costanzo III conte di Sale *1617 †1652 Anna Cusani           |                                  |
|                                  |                                  |                                                                 | | |                                                                               |                                                                          |                                                                               |                                                                               |                                                                          |                                                                          | | |                                                                                                |                                                                                                |                                                                             |                                          | | |                                                              |                                  |
|                                  |                                  |                                                                 | | |                                                                               |                                                                          |                                                                               |                                                                               |                                                                          |                                                                          | | |                                                                                                |                                                                                                |                                                                             |                                          | | |                                                              |                                  |
|                                  |                                  |                                                                 | | | Felice *1611 †1647 Margherita Zerate de Fuentes                               | Felice *1611 †1647 Margherita Zerate de Fuentes                          | Giuseppe I marchese D'Adda, I duca di Stockerau *1635 †1692 Giovanna Ottolini | Giuseppe I marchese D'Adda, I duca di Stockerau *1635 †1692 Giovanna Ottolini |                                                                          |                                                                          | MARCHESI DI PANDINO Giovanni Ambrogio I marchese di Pandino †1652 1. Maria Borromeo 2. Dorotea Arnolfi | MARCHESI DI PANDINO Giovanni Ambrogio I marchese di Pandino †1652 1. Maria Borromeo 2. Dorotea Arnolfi | Febo II marchese di Pandino †1681 1. Giulia Arese 2. Eleonora Caravaggio 3. Isabella Eleizaldi | Febo II marchese di Pandino †1681 1. Giulia Arese 2. Eleonora Caravaggio 3. Isabella Eleizaldi |                                                                             |                                          | Francesco IV conte di Sale *1647 †1716 Ludovica Gallarati                                                                         | Francesco IV conte di Sale *1647 †1716 Ludovica Gallarati                                                                         | Ferdinando *1650 †1719 Cardinale                             | Ferdinando *1650 †1719 Cardinale |
|                                  |                                  |                                                                 | | |                                                                               |                                                                          |                                                                               |                                                                               |                                                                          |                                                                          | | |                                                                                                |                                                                                                |                                                                             |                                          | | |                                                              |                                  |
|                                  |                                  |                                                                 | | |                                                                               |                                                                          |                                                                               |                                                                               |                                                                          |                                                                          | | |                                                                                                |                                                                                                |                                                                             |                                          | | |                                                              |                                  |
|                                  |                                  |                                                                 | | | MARCHESI D'ADDA Ercole II marchese D'Adda *1642 † d. 1692 Orsola Alippia      | MARCHESI D'ADDA Ercole II marchese D'Adda *1642 † d. 1692 Orsola Alippia |                                                                               |                                                                               |                                                                          |                                                                          | Linea estinta                                                                                          | Linea estinta                                                                                          | Benedetto III marchese di Pandino †1733 Margherita Butintrocchi                                | Benedetto III marchese di Pandino †1733 Margherita Butintrocchi                                |                                                                             |                                          | Costanzo V conte di Sale I marchese di San Giovanni di Pomesana *1676 †1749 1. Anna Visconti Aicardi 2. Giuseppina Castelbarco    | Costanzo V conte di Sale I marchese di San Giovanni di Pomesana *1676 †1749 1. Anna Visconti Aicardi 2. Giuseppina Castelbarco    |                                                              |                                  |
|                                  |                                  |                                                                 | | |                                                                               |                                                                          |                                                                               |                                                                               |                                                                          |                                                                          | | |                                                                                                |                                                                                                |                                                                             |                                          | | |                                                              |                                  |
|                                  |                                  |                                                                 | | |                                                                               |                                                                          |                                                                               |                                                                               |                                                                          |                                                                          | | |                                                                                                |                                                                                                |                                                                             |                                          | | |                                                              |                                  |
|                                  |                                  |                                                                 | | | Giuseppe III marchese D'Adda † d. 1743 Livia d'Adda                           | Giuseppe III marchese D'Adda † d. 1743 Livia d'Adda                      |                                                                               |                                                                               |                                                                          |                                                                          | | | Febo IV marchese di Pandino †1757 1. ? 2. Ippolita Biglia                                      | Febo IV marchese di Pandino †1757 1. ? 2. Ippolita Biglia                                      |                                                                             |                                          | Francesco VI conte di Sale II marchese di San Giovanni di Pomesana *1726 †1779 1. Barbara Corbella 2. Teresa Litta Visconti Arese | Francesco VI conte di Sale II marchese di San Giovanni di Pomesana *1726 †1779 1. Barbara Corbella 2. Teresa Litta Visconti Arese |                                                              |                                  |
|                                  |                                  |                                                                 | | |                                                                               |                                                                          |                                                                               |                                                                               |                                                                          |                                                                          | | |                                                                                                |                                                                                                |                                                                             |                                          | | |                                                              |                                  |
|                                  |                                  |                                                                 | | |                                                                               |                                                                          |                                                                               |                                                                               |                                                                          |                                                                          | | |                                                                                                |                                                                                                |                                                                             |                                          | | |                                                              |                                  |
|                                  |                                  |                                                                 | Paolo Camillo IV marchese D'Adda *1710 †1787 ?                                                          | Paolo Camillo IV marchese D'Adda *1710 †1787 ?                                                          |                                                                               |                                                                          | Girolamo *1728 †1800 1. Giuseppa Arrigoni 2. Virginia Nava                    | Girolamo *1728 †1800 1. Giuseppa Arrigoni 2. Virginia Nava                    |                                                                          |                                                                          | | | Giovanni Battista V marchese di Pandino *1737 †1784 Margherita Litta Visconti Arese            | Giovanni Battista V marchese di Pandino *1737 †1784 Margherita Litta Visconti Arese            |                                                                             |                                          | Maria *1772 †1788 Giulio Gregorio Orsini, V marchese di Mosate                                                                    | Maria *1772 †1788 Giulio Gregorio Orsini, V marchese di Mosate                                                                    |                                                              |                                  |
|                                  |                                  |                                                                 | | |                                                                               |                                                                          |                                                                               |                                                                               |                                                                          |                                                                          | | |                                                                                                |                                                                                                |                                                                             |                                          | | |                                                              |                                  |
|                                  |                                  |                                                                 | | |                                                                               |                                                                          |                                                                               |                                                                               |                                                                          |                                                                          | | |                                                                                                |                                                                                                |                                                                             |                                          | | |                                                              |                                  |
|                                  |                                  | Ercole V marchese D'Adda *1750 †1799 Teresa Capitani di Settala | Ercole V marchese D'Adda *1750 †1799 Teresa Capitani di Settala                                         | Felice *1755 †1798 Margherita Cagnola                                                                   | Felice *1755 †1798 Margherita Cagnola                                         |                                                                          | Gioacchino *1794 †1829 Elisabetta Pallavicino Trivulzio                       | Gioacchino *1794 †1829 Elisabetta Pallavicino Trivulzio                       |                                                                          |                                                                          | | | Febo VI marchese di Pandino *1772 †1836 Marie Leopoldine von Khevenhüller-Metsch               | Febo VI marchese di Pandino *1772 †1836 Marie Leopoldine von Khevenhüller-Metsch               |                                                                             |                                          | Estinzione della linea maschile                                                                                                   | Estinzione della linea maschile                                                                                                   |                                                              |                                  |
|                                  |                                  |                                                                 | | |                                                                               |                                                                          |                                                                               |                                                                               |                                                                          |                                                                          | | |                                                                                                |                                                                                                |                                                                             |                                          | | |                                                              |                                  |
|                                  |                                  |                                                                 | | |                                                                               |                                                                          |                                                                               |                                                                               |                                                                          |                                                                          | | |                                                                                                |                                                                                                |                                                                             |                                          | | |                                                              |                                  |
|                                  |                                  |                                                                 | MARCHESI D'ADDA SALVATERRA Paolo VI marchese D'Adda Salvaterra *1797 †1842 Carolina Cusani Confalonieri | MARCHESI D'ADDA SALVATERRA Paolo VI marchese D'Adda Salvaterra *1797 †1842 Carolina Cusani Confalonieri | Francesca *1794 †1877 Ambrogio Nava                                           | Francesca *1794 †1877 Ambrogio Nava                                      | Girolamo *1815 †1881 Ippolita Pallavicino Clavello                            | Girolamo *1815 †1881 Ippolita Pallavicino Clavello                            | Benedetto † infante                                                      | Benedetto † infante                                                      | Vitaliano VII marchese di Pandino *1800 †1879 Carolina Doria                                           | Vitaliano VII marchese di Pandino *1800 †1879 Carolina Doria                                           |                                                                                                | Giovanni *1808 †1859 Maria Isimbardi                                                           | Giovanni *1808 †1859 Maria Isimbardi                                        |                                          | Carlo *1816 †1900 Maria Falcó Valcárcel Pio di Savoia                                                                             | Carlo *1816 †1900 Maria Falcó Valcárcel Pio di Savoia                                                                             |                                                              |                                  |
|                                  |                                  |                                                                 | | |                                                                               |                                                                          |                                                                               |                                                                               |                                                                          |                                                                          | | |                                                                                                |                                                                                                |                                                                             |                                          | | |                                                              |                                  |
|                                  |                                  |                                                                 | | |                                                                               |                                                                          |                                                                               |                                                                               |                                                                          |                                                                          | | |                                                                                                |                                                                                                |                                                                             |                                          | | |                                                              |                                  |
|                                  |                                  | Giuseppe *1830 †1831                                            | Giuseppe *1830 †1831                                                                                    | Luigi VII marchese D'Adda Salvaterra *1829 †1915 Leontine de Choiseul-Praslin                           | Luigi VII marchese D'Adda Salvaterra *1829 †1915 Leontine de Choiseul-Praslin |                                                                          | Gioacchino *1842 †1913 Maria Busca Arconati Visconti                          | Gioacchino *1842 †1913 Maria Busca Arconati Visconti                          |                                                                          | Febo *1838 †1850                                                         | Febo *1838 †1850                                                                                       | Emmanuele *1840 †1845                                                                                  | Emmanuele *1840 †1845                                                                          | Emmanuele, VIII marchese di Pandino *1847 †1911 Beatrice Trotti Bentivoglio                    | Emmanuele, VIII marchese di Pandino *1847 †1911 Beatrice Trotti Bentivoglio | Leopolda *1847 †1922 Annibale Brandolini | Leopolda *1847 †1922 Annibale Brandolini                                                                                          | Giovanni *1856 †1900 | Giovanni *1856 †1900                                         |                                  |
|                                  |                                  |                                                                 | | |                                                                               |                                                                          |                                                                               |                                                                               |                                                                          |                                                                          | | |                                                                                                |                                                                                                |                                                                             |                                          | | |                                                              |                                  |
|                                  |                                  |                                                                 | | |                                                                               |                                                                          |                                                                               |                                                                               |                                                                          |                                                                          | | |                                                                                                |                                                                                                |                                                                             |                                          | | |                                                              |                                  |
|                                  |                                  |                                                                 | | Paolo Carlo *1861 †1889 Mary Hopper                                                                     | Paolo Carlo *1861 †1889 Mary Hopper                                           |                                                                          | Girolamo VIII marchese D'Adda Salvaterra *1883 †1951 Carla Fabiani            | Girolamo VIII marchese D'Adda Salvaterra *1883 †1951 Carla Fabiani            |                                                                          |                                                                          | | |                                                                                                | Linea estinta                                                                                  | Linea estinta                                                               |                                          | | |                                                              |                                  |
|                                  |                                  |                                                                 | | |                                                                               |                                                                          |                                                                               |                                                                               |                                                                          |                                                                          | | |                                                                                                |                                                                                                |                                                                             |                                          | | |                                                              |                                  |
|                                  |                                  |                                                                 | | |                                                                               |                                                                          |                                                                               |                                                                               |                                                                          |                                                                          | | |                                                                                                |                                                                                                |                                                                             |                                          | | |                                                              |                                  |
|                                  |                                  |                                                                 | | Linea estinta                                                                                           | Linea estinta                                                                 |                                                                          | Gioacchino IX marchese D'Adda Salvaterra *1915 † ? Maria Luisa Bernai         | Gioacchino IX marchese D'Adda Salvaterra *1915 † ? Maria Luisa Bernai         |                                                                          |                                                                          | | |                                                                                                |                                                                                                |                                                                             |                                          | | |                                                              |                                  |
|                                  |                                  |                                                                 | | |                                                                               |                                                                          |                                                                               |                                                                               |                                                                          |                                                                          | | |                                                                                                |                                                                                                |                                                                             |                                          | | |                                                              |                                  |
|                                  |                                  |                                                                 | | |                                                                               |                                                                          |                                                                               |                                                                               |                                                                          |                                                                          | | |                                                                                                |                                                                                                |                                                                             |                                          | | |                                                              |                                  |
|                                  |                                  |                                                                 | | |                                                                               |                                                                          | Francesco d'Adda *1943 attore                                                 |                                                                               |                                                                          |                                                                          | | |                                                                                                |                                                                                                |                                                                             |                                          | | |                                                              |                                  |

## Membri notabili
Si distinsero poi come banchieri e uomini politici, specie nel Regno Lombardo Veneto. Tra i personaggi di spicco si ricordano;
- Giovanni d'Adda, cardinale, ambasciatore apostolico a Londra;
- Isabella d'Adda, moglie del conte Carlo III Borromeo, donna, si dice, di rara bellezza, alla quale il marito volle dedicare un palazzo sulla più bella delle sue isole del Lago Maggiore (l'isola Isabella, oggi Isola Bella);
- Ferdinando d'Adda, cardinale, legato pontificio;
- Ferdinando d'Adda, conte, abate, fondò a Milano nel 1808 la Causa Pia D'Adda, fondazione che tutt'oggi si occupa di famiglie disagiate;
- Febo Borromeo d'Adda, marchese, fratello dell'Abate Ferdinando, fu Vicepresidente del Regno Lombardo-Veneto e diede il via alla costruzione di Palazzo D'Adda, ora Palazzo Borromeo d'Adda in via Manzoni a Milano;
- Carlo d'Adda, patriota, noto per aver gettato un busto di marmo verso il corteo imperiale dell'imperatore Francesco Giuseppe e della moglie Sissi in visita a Milano;
- Leopolda d'Adda, figli del patriota Carlo, andando in sposa ad Annibale Brandolin, associò al marito il suo cognome dando inizio al ramo Brandolini D'Adda;
- Emanuele d'Adda, marchese e senatore del Regno d'Italia, finanziatore del restauro del Castello Sforzesco di Milano;
- Giuseppe D'Adda, marchese, imprenditore cremonese, commendatore dell'Ordine della Corona d'Italia;
- Brando Brandolini d'Adda, conte, marito di Cristiana Agnelli, sorella di Gianni e Umberto, noto viticultore;
- Ottorino D'Adda, duca, eroe della Seconda guerra mondiale;
- Davide D'Adda, marchese, imprenditore milanese, Presidente Confcommercio di Milano ACAD
- Francesco d'Adda attore
- Ernesto D'Adda, ex calciatore professionista